# Sabaton
Sabaton (Sæbəˌtɑn) ist eine schwedische Power-Metal-Band aus Falun, die sich im Jahr 1999 formierte. Zwischen 2005 und 2022 veröffentlichte die Band zehn Studioalben.
Der weitaus größte Teil der Lieder von Sabaton beschäftigt sich mit militärhistorischen Themen, von denen viele in einer Verbindung zum Ersten oder Zweiten Weltkrieg stehen. Die meisten Stücke der Band sind auf Englisch erschienen, jedoch existieren auch einige schwedischsprachige Lieder, manche davon wurden in einer schwedischen und einer englischen Version veröffentlicht. Gelegentlich covert die Band deutsch- und schwedischsprachige Stücke und fügt anderssprachige, oft lateinische, Textzeilen ein.

## Geschichte

### Name
Der Name „Sabaton“ bezeichnet einen Eisenschuh, der im Mittelalter oftmals als Teil der Ritterrüstung getragen wurde. „Sabaton“ ist auch der Name eines Typs flämischer Schuhe mit breiter Spitze, der im Spätmittelalter beliebt war.

### BisCoat of Arms
Pär Sundström spielte bereits zu Ende seiner Schulzeit in einer vierköpfigen Band, die allerdings erst an Fahrt gewann, als Joakim Brodén hinzustieß. 1999 gründeten die beiden mit Oskar Montelius, Richard Larsson und Rikard Sundén die Band Aeon, die sie nach kurzer Zeit in Sabaton umbenannten. Anfang 2000 nahm die Band in den Abyss Studios die Demo-CD Fist for Fight auf, mit der die Band einen Plattenvertrag beim italienischen Label Underground Symphony erhielt. 2001 verließ Richard Larsson Sabaton und Daniel Mullback kam als neuer Schlagzeuger in die Band. 2003 veröffentlichte Underground Symphony die Demo Fist for Fight nochmals, um das geplante Debütalbum Metalizer zu promoten. Die Band trennte sich jedoch von Underground Symphony und entschloss sich, Metalizer vorerst nicht zu veröffentlichen.

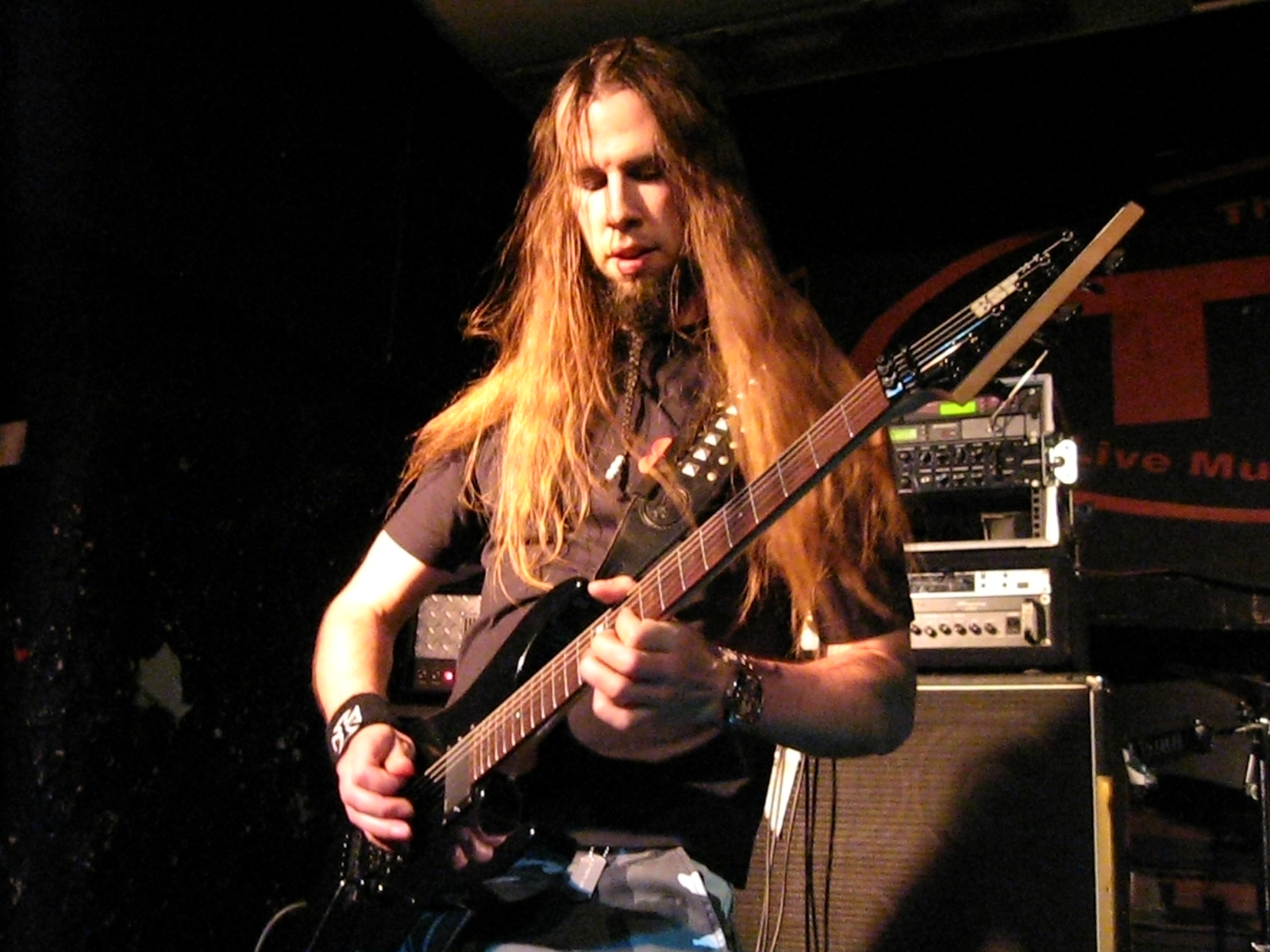
Oskar Montelius, Gitarrist bis 2012 (2007)

Eine weitere Promo-CD mit dem Titel Panzer Battalion wurde in den Abyss Studios aufgenommen. Es folgten Verhandlungen mit verschiedenen Plattenfirmen. Die Band unterschrieb schließlich beim schwedischen Label Black Lodge. Das Album Primo Victoria erschien im März 2005. Bei den Aufnahmen von Primo Victoria spielte noch Sänger Joakim Brodén Keyboards. Nach Veröffentlichung des Albums übernahm diesen Part der neu hinzugekommene Daniel Mÿhr. Anfang 2006 begleitete Sabaton die deutsche Power-Metal-Band Edguy auf deren Rocket Ride World Tour, die sie quer durch Europa führte. Im Juli 2006 erschien das nächste Album, Attero Dominatus. Im August folgte eine Doubleheadliner Tour mit Custard durch kleinere Clubs in Deutschland. Ebenfalls in diesem Jahr spielte Sabaton vor Shade Empire bei der Popkomm in der Kulturbrauerei Berlin.
Als Support von Therion und Grave Digger ging die Band Anfang 2007 auf Europa-Tour. Am 16. März 2007 erschien das eigentlich als Debütalbum geplante Metalizer schließlich als Doppel-CD mit der kompletten Demo-CD Fist for Fight. Das Album wurde bereits 2002 vollständig aufgenommen und abgemischt, jedoch erst 2007 veröffentlicht. Die Songs wurden im Vergleich zum geistigen Vorgänger neu arrangiert und der Klang deutlich verbessert. Auch gab es zwei neue Songs, während drei alte nicht auf das Album kamen. Gleichzeitig spielte die Band eine Headlinertour durch Europa.
Im Dezember 2007 waren Sabaton als Vorgruppe von Helloween und Gamma Ray in Tschechien unterwegs. Am 30. Mai 2008 veröffentlichte sie über das schwedische Label Black Lodge das vierte Studioalbum The Art of War. Es erreichte in den schwedischen Charts auf Anhieb Platz 5, die Single Cliffs of Gallipoli den ersten Platz. Von Ende Februar 2009 bis Anfang Mai 2009 waren Sabaton als ständige Vorband von HammerFall auf Tour. Die für das Frühjahr 2008 angekündigte Live-DVD, die den Titel Live at the Front tragen sollte, wurde aufgrund der zu schlechten Qualität der Aufnahmen erst zu einem späteren Zeitpunkt veröffentlicht. Hierzu sollte die Geburtstagsshow, auf der Sabaton ihr zehnjähriges Bestehen feierten, am 13. Juni 2009 in ihrer Heimatstadt Falun aufwändig aufgezeichnet werden. Ende November unterzeichnete Sabaton einen Vertrag bei Nuclear Blast.

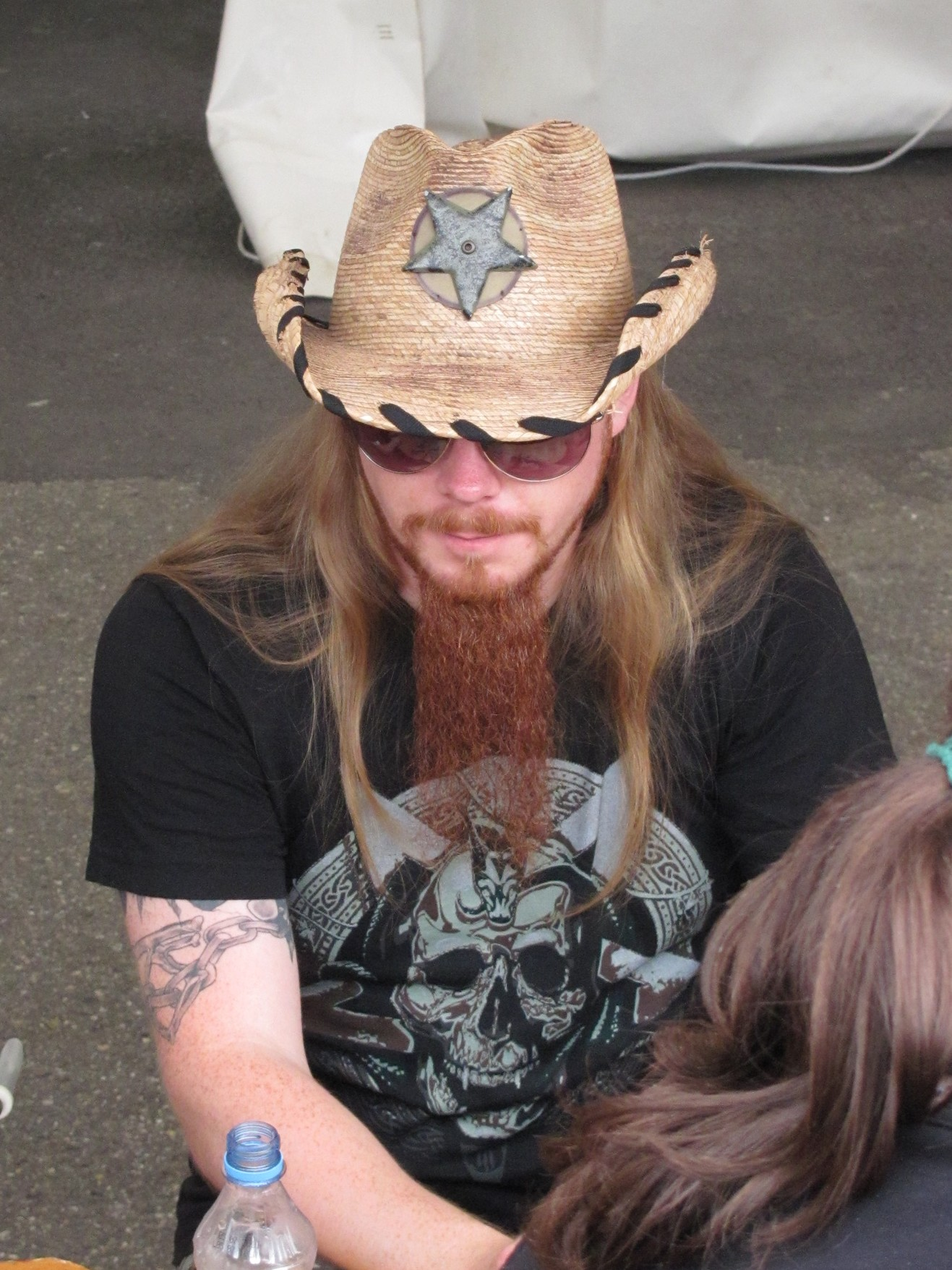
Rikard Sundén, Gitarrist bis 2012 (2010)

Die Band veröffentlichte ihr fünftes Album Coat of Arms am 21. Mai 2010 und brachte am 1. August 2010 das Musikvideo zum Stück Uprising heraus. Mit dem letzten Teaser zu diesem Video wurde die World War Tour 2010 angekündigt. Im Herbst 2010 veröffentlichte die Band die ersten vier Alben in neu aufgenommenen sogenannten Re-Armed-Versionen. Jedes der vier neuen Alben enthielt neben den normalen Songs zusätzliches Bonusmaterial in Form von Bonustracks und Videos.
Im Januar 2011 wurde bekanntgegeben, dass für die Zusatztermine der World War Europe Tour im März DragonForce-Bassist Frédéric Leclercq für den Gitarristen Rikard Sundén einspringen würde. Rikard nahm sich eine temporäre Auszeit, da er Nachwuchs erwartete. Es wurde jedoch versichert, dass es sich nur eine befristete Änderung handle, und er weiterhin ein vollwertiges Mitglied der Band wäre. Zur Nordamerika-Tour im April, die größtenteils zusammen mit Accept abgehalten wurde, sollte Rikard wieder seinen Platz an der Gitarre einnehmen.

### SeitCarolus Rex
Im Vorfeld der Veröffentlichung des sechsten Studioalbums Carolus Rex wurde bekanntgegeben, dass die Bandmitglieder getrennte Wege gehen werden. Joakim Brodén und Pär Sundström würden die Band fortführen, während die anderen Bandmitglieder in aller Freundschaft die Band nach zwölf Jahren gemeinsamen Schaffens verließen.
Am 2. April 2012 wurden Chris Rörland, Thobbe Englund als Gitarristen und Robban Bäck als Schlagzeuger als neue Bandmitglieder bestätigt. Die Keyboardspuren laufen seither bei Konzerten der Band vom Band.
Die ausgestiegenen Bandmitglieder gründeten mit dem Sänger der Astral Doors, Nils Patrik Johansson die Band Civil War. Den Bass übernahm Stefan „Pizza“ Eriksson, der zuvor Techniker bei Sabaton gewesen war und in seiner Band Volturyon gespielt hatte.
Robban Bäck blieb für lediglich zwei Monate Mitglied der Band. Am 16. November 2012 spielte er sein letztes Konzert mit Sabaton in Göteborg und hörte wegen seines neugeborenen Kindes auf zu touren. Snowy Shaw hatte noch am selben Tag seinen ersten Auftritt mit Sabaton, für die er ein Jahr lang Tourschlagzeuger war.
Sabaton spielt 2013 auf einigen Konzerten der „Maiden England 2013“-Tour von Iron Maiden als Vorband in Europa.
Am 18. November 2013 wurde über die Website der Band bekannt gegeben, dass Hannes Van Dahl als Vollzeit-Bandmitglied den Platz als Schlagzeuger einnimmt und Robban Bäck endgültig aus der Band ausscheidet. Van Dahl war zuvor Schlagzeugtechniker von Sabaton und Schlagzeuger von Evergrey gewesen. Am 16. Mai 2014 erschien das Album Heroes.
Am 4. März 2016 erschien die DVD Heroes on Tour, auf der ein Konzert auf dem Wacken Open Air und ein Konzert auf dem Sabaton Open Air enthalten sind. Aufgrund technischer Probleme musste der Ton bei den Aufnahmen des Sabaton Open Air im Studio neu eingespielt werden. Die Veröffentlichung wurde durch Aufführungen des Wacken-Auftritts in Cinestar-Kinos beworben.
Das achte Album mit dem Titel The Last Stand wurde am 19. August 2016 veröffentlicht. Wie auch Carolus Rex und Heroes zuvor wurde The Last Stand im Abyss Studio von Peter Tägtgren in Pärlby aufgenommen und produziert. Am 25. Juli gab die Band darüber hinaus auf ihrer Facebook-Seite bekannt, dass der Gitarrist Thobbe Englund die Band zugunsten seines Soloprojektes verlassen werde. Mit Sabaton spielte Englund Ende 2016 seine letzte Show in Falun. Für Englund kam Tommy Johansson, den Brodén sich schon 2012 gewünscht hatte, in die Band. Johansson spielte zuvor in der Band ReinXeed, welche er dann parallel zu Sabaton weiterführte und später in Majestica umbenannte.

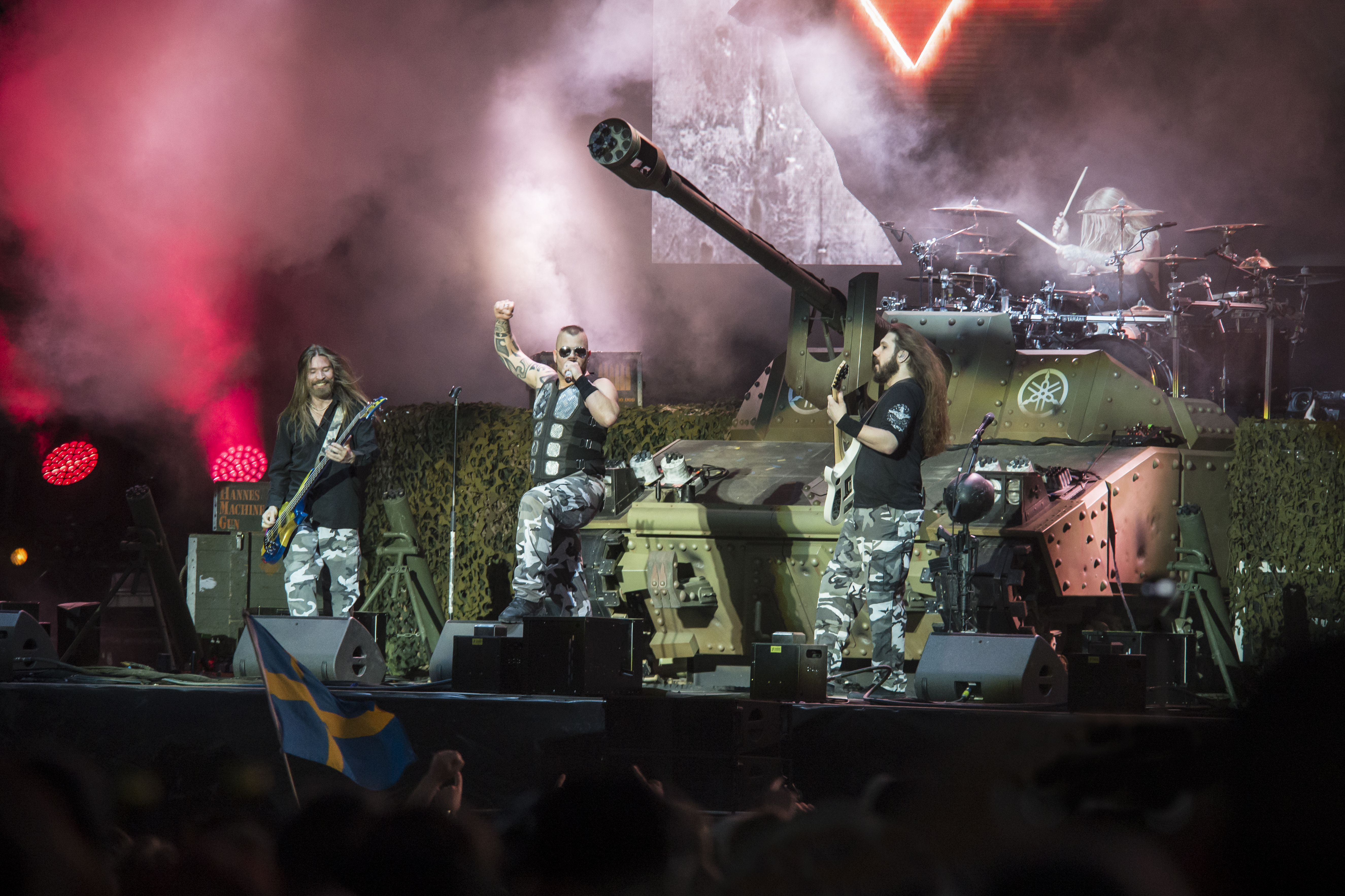
Sabaton auf dem Hellfest 2017

Nach zwei ruhigen Jahren um die Band wurde Ende 2018 das neunte Studioalbum angekündigt. Am 2. April des Folgejahres gab die Band den Namen The Great War sowie das Veröffentlichungsdatum, den 19. Juli 2019, bekannt. Das Konzeptalbum thematisiert den Ersten Weltkrieg. Als Teaser wurde am 3. Mai das Stück Fields of Verdun mitsamt Musikvideo veröffentlicht. Dieses zeigt die Bandmitglieder musizierend im Kampfgeschehen der namensgebenden Schlacht um Verdun. Der Veröffentlichung vorausgegangen war eine Coverversion der Band Apocalyptica sowie am 22. April die vom Album unabhängige Single Bismarck, bei dem es sich laut Aussage der Band um das am meisten gewünschte Thema für einen Song handelte. Auch hierzu ist ein Musikvideo erschienen, welches die Bandmitglieder auf dem Deck des Schiffes Primo Victoria musizierend zeigt, während daneben die Geschichte und letzte Schlacht der Bismarck dargestellt werden. Hierzu ging die Band eine Kooperation mit dem Action-MMO World of Warships ein.
Am 16. Mai 2019 erschien als Teil der YouTube-Videoserie Sabaton History, in denen die Bandmitglieder auf die Hintergründe einzelner Lieder eingehen, ein Video, das einen zu diesem Zeitpunkt unveröffentlichten Song mit dem Titel The Red Baron behandelt und einen kurzen Ausschnitt enthält. Am 31. Mai wurde bekannt gegeben, dass The Red Baron als zweite Single des Albums The Great War ausgekoppelt werde und am 14. Juni 2019 erscheinen solle. Am 6. Juni wurde mit A Ghost in the Trenches ein weiteres Lied angekündigt. Über Sabaton History wurde am 13. Juni 2019 ein Video veröffentlicht, welches den Hauptsong des neusten Albums The Great War präsentiert. Während des Videos wurden drei Ausschnitte aus dem Lied vorgespielt.
Am 1. August 2019 spielte die Band ihre Show zum 20-jährigen Jubiläum beim Wacken Open Air 2 Stunden auf beiden Hauptbühnen gleichzeitig. In der ersten Stunde trat zunächst der ehemalige Gitarrist Thobbe Englund für zwei Songs, Fields of Verdun (in welchem er das Gitarren-Solo geschrieben hatte) und Shiroyama, auf die Bühne. In der zweiten Hälfte der Show lud Pär Sundström andere ehemalige Mitglieder, nach einer Rede, auf der zweiten Hauptbühne ein – Rikard Sundén, Daniel Mÿhr und Daniel Mullback zusammen mit Englund. Die Band startete dann zusammen mit den ehemaligen Mitgliedern mit 40:1 ein. Das Schlagzeug-Intro zu Far from the Fame wurde im Vorfeld mit einem Schlagzeug-Duett der beiden Schlagzeuger Hannes Van Dahl und Daniel Mullback ausgeschmückt.
Am 29. Oktober 2021 veröffentlichte Sabaton den Song Christmas Truce mit einem dazugehörigen Musikvideo auf YouTube. Am 7. Januar 2022 erschien die Single Soldier of Heaven. Ein neues Album, welches den Namen The War to End All Wars trägt, erschien am 4. März 2022.
Am 30. September 2022 wurde das Lied Father über den deutschen Wissenschaftler Fritz Haber als erste Single der EP Weapons of the Modern Age veröffentlicht, die Teil einer geplanten Trilogie Echoes of the Great War sein sollte.
Am 20. Januar 2023 erschien mit The First Soldier die erste Single der EP Heroes of The Great War. Am 14. April 2023 erschien ein Cover des Songs 1916 der Band Motörhead als Teil der EP Stories from the Western Front.
Vom 14. April bis zum 20. Mai desselben Jahres ging die Band mit Babymetal und Lordi als Vorbands bei der „Tour to End All Tours“ auf Europa-Tournee.
Am 20. Januar 2024 gab die Band bekannt, dass Gitarrist Tommy Johansson die Band verlassen habe, um sich eigenen Projekten wie Majestica zu widmen. In einem Statement bedankte sich Johansson für die Akzeptanz der Fans im Jahre 2016, ihn als neuen Gitarristen anzunehmen. Er bezeichnete die Entscheidung Sabaton zu verlassen eine der härtesten Entscheidungen seines Lebens. Laut der Band werde Johansson das Projekt zunächst jedoch weiter begleiten, bis seine Nachfolge geregelt sei. Am 9. Februar gab die Band in einem YouTube-Video bekannt, dass Thobbe Englund, welcher bereits von 2012 bis 2016 als Gitarrist Teil der Band war, Johanssons Nachfolge antreten wird.

## Stil

### Optisch
Die Musiker treten grundsätzlich in Hosen mit Tarnmuster auf.
Zudem trägt Sänger Joakim Brodén eine mit Riffelblech besetzte Weste und eine Pilotenbrille als Markenzeichen.

### Musik

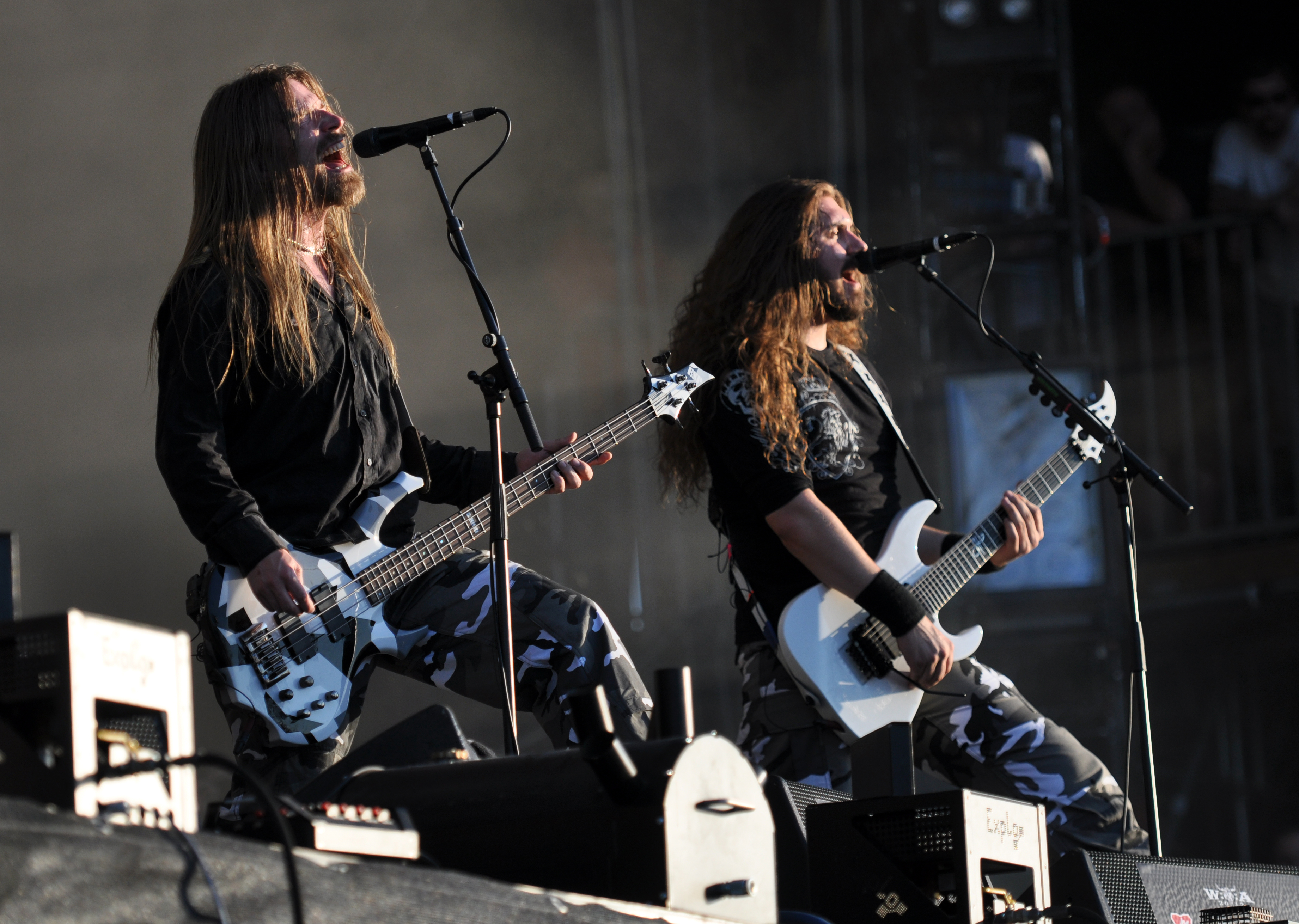
Pär Sundström und Chris Rörland beim Wacken Open Air 2013

Charakteristisch für die Band ist die raue Stimme Brodéns. Hinzu kommen die typischen Keyboardspuren, die die Lieder Sabatons durchziehen. Auf der älteren Veröffentlichung Fist for Fight war die Tonqualität noch schwach, diese konnte aber durch den ersten Label- und Studiowechsel deutlich gesteigert werden.
In einem Interview mit loudwire.com wies Bassist Pär Sundström die Kategorisierung Sabatons als Power-Metal-Band von sich: “I don’t think Sabaton can only be categorized as power metal, as the two main attributes of power metal are high pitched vocals and fantasy lyrics and Sabaton have neither of those. We simply play our version of heavy metal — what heavy metal is to us.”
Als Produzent hatte Peter Tägtgren großen Einfluss auf den Klang der Sabaton-Alben. Obwohl er erst seit Carolus Rex alleiniger Produzent der Band war, nahm diese bereits seit ihrem ersten Album ihre Veröffentlichungen in Tägtgrens Abyss Studios in Pärlby auf. Zudem wirkte Tägtgren an dem Stück Inmate 4859 als Komponist mit.
Aus musikalischer Sicht bietet wohl das Album The Last Stand die meisten Neuerungen, z. B. Dudelsäcke und ein Solo auf einer Hammondorgel.
Insgesamt hat die Band vier Duette aufgenommen: Gott mit uns, Twilight of the Thundergod, En hjältes väg und All Guns Blazing, wobei die letzten drei Stücke Cover sind und die ersten beiden Stücke Peter Tägtgren als Gesangspartner Brodéns haben.

### Texte

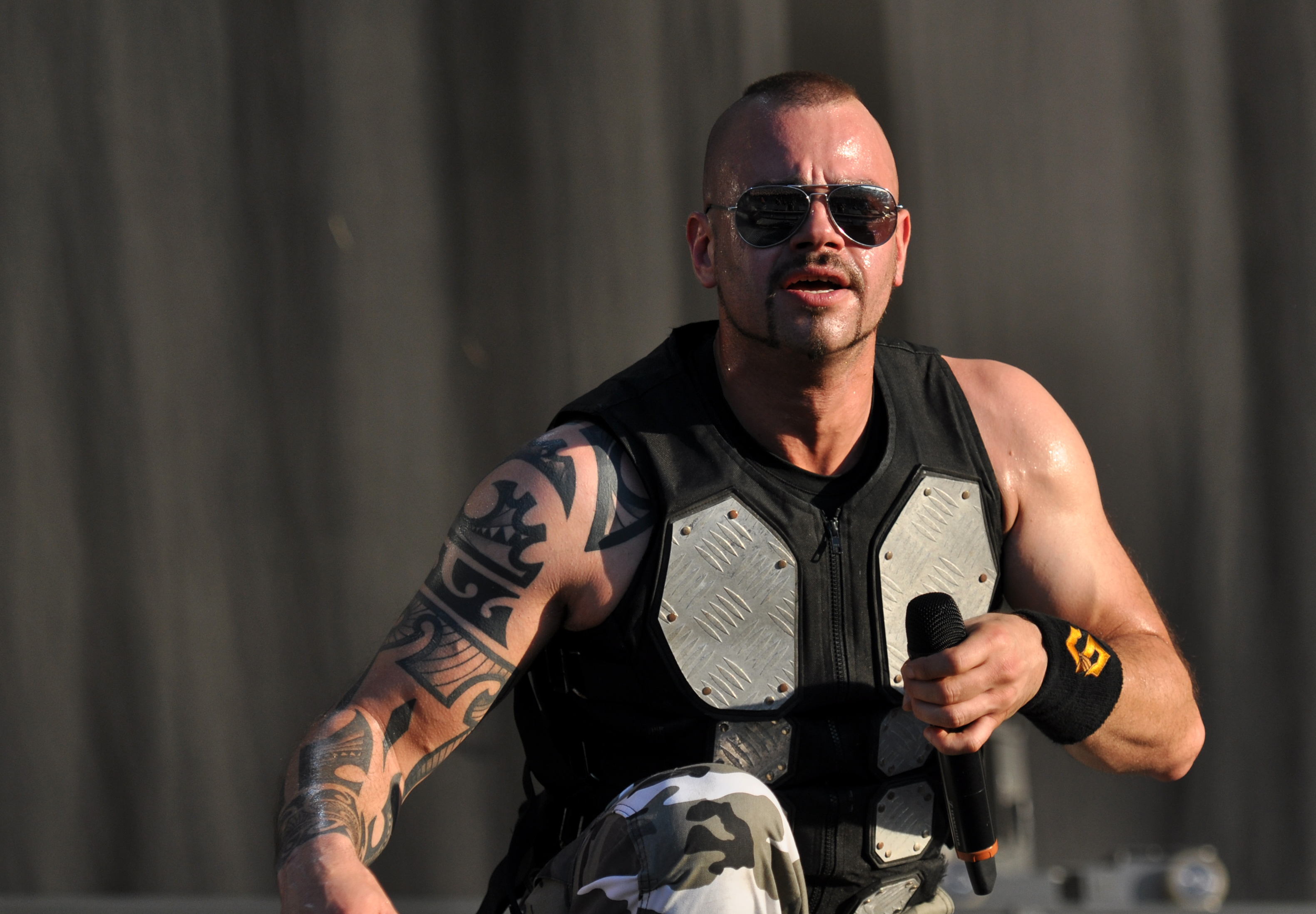
Sänger Joakim Brodén (2013)

Die Band selbst lehnt Vorwürfe, ihre Texte würden den Krieg glorifizieren, ebenso ab wie jeden Versuch, sie politisch zu deuten. In einem Interview sagte Rikard Sundén dazu: „Nein, wir verherrlichen nichts, wir erzählen nur Geschichten über Dinge, die passiert sind.“
Das Demo Fist for Fight steht für eine Zeit, in der die Band noch zu ihrem endgültigen Stil finden musste. Die später durchweg dominierende Kriegsthematik findet sich hier noch kaum bis gar nicht; die Texte behandeln eher gewohnte Metal-Themen wie Helden, Götter etc. und sind weniger ausgefeilt gestrickt als in den Nachfolgewerken.
Abgesehen von Metalizer und der Demoaufnahme Fist for Fight behandeln alle Alben der Band militärhistorische Themen. Von dieser Thematik wichen auf Primo Victoria, Attero Dominatus und Coat of Arms lediglich die Lieder Metal Machine, Metal Crüe und Metal Ripper ab. Darin reihte Joakim Brodén entweder bekannte Namen von Metalstücken, -bands oder Zitaten aus bekannten Liedern. Die als Hommage zu betrachtenden Lieder wurden jeweils ans Ende der Alben gesetzt. Live wurden Metal Crüe und Metal Machine als Metal Medley oft direkt hintereinander gespielt.
Das vierte Album, The Art of War, führte den Konzeptgedanken am stärksten fort. Es lehnt sich an das gleichnamige Werk Die Kunst des Krieges von Sūnzǐ an. In der Limited Edition des Albums wurde eine ins Englische übersetzte Version ebendieses Buchs beigefügt.
Zwei Alben, die sich nur dem Zweiten Weltkrieg widmen, sind Coat of Arms und Heroes. Lediglich The Final Solution aus Coat of Arms beschäftigt sich mit der Geschichte des Antisemitismus und Holocausts im Dritten Reich und greift deswegen Geschehnisse vor dem Jahr 1939 auf. Heroes hatte indes einen noch stärkeren Konzeptcharakter, da es Heldentum sowohl auf alliierter als auch auf deutscher Seite thematisiert.

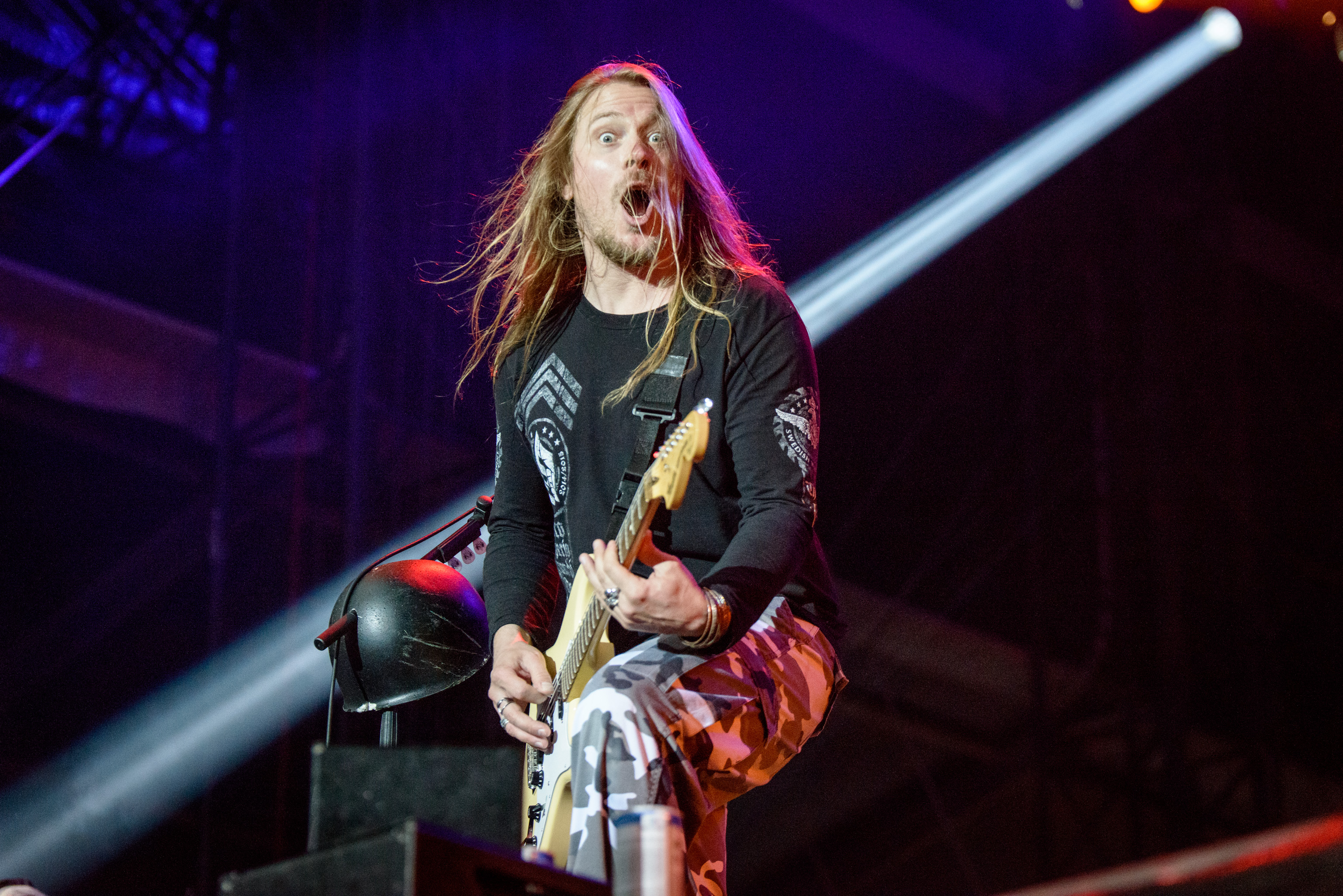
Thorbjörn Englund, Gitarrist von 2012 bis 2016 sowie ab 2024

Zwischen diesen beiden Alben veröffentlichte die Band Carolus Rex, das sowohl auf Englisch als auch auf Schwedisch veröffentlicht wurde. Es hat Episoden der schwedischen Geschichte zum Thema. Die Band wollte mit diesem Album die Geschichte Schwedens thematisieren, da die bisherigen Alben lediglich Geschichten fremder Länder behandelten. Ebensolch einen starken Konzeptcharakter hat das Album The Last Stand – es behandelt letzte Widerstände in der Militärgeschichte. Die Alben The Great War und The War to End All Wars behandeln ausschließlich Ereignisse des Ersten Weltkrieges.
Die meisten Texte entstehen auf Anregungen von Fans, die Ideen zu Liederthematiken an Sabaton senden.

## Veranstaltungen
Seit 2008 veranstaltet Sabaton eigene Festivals, auf denen teilweise über 25 Bands vor etwa 8000 Besuchern auftreten.
Begonnen hatte dies 2008 mit der Veröffentlichung des Albums The Art of War, zu dem in Essen das One More Beer-Festival veranstaltet wurde. Die Band habe seitdem an Plänen gearbeitet, zukünftig ähnliche Events in größerem Umfang zu veranstalten.
Im November 2010 wurde erstmals das Event Sabaton Cruise ausgetragen. Dabei wird ein Festival auf einem Kreuzfahrtschiff ausgetragen, welches über die Ostsee fährt. Mit an Bord sind dabei neben Sabaton und Fans auch einige andere Bands.
In der Heimatstadt der Band, Falun, findet seit 2008 jährlich das Festival Rockstad: Falun statt, bei dem die Band seit Bestehen des Festivals auch jährlich auftritt. Seit 2014 wird das Festival unter dem Namen Sabaton Open Air – Rockstad: Falun vermarktet.
Im Jahr 2015 fand – in Anlehnung an das One More Beer-Festival – im Amphitheater Gelsenkirchen das Sabaton Open Air – Noch ein Bier Fest statt, auf dem neben Sabaton auch Powerwolf, Korpiklaani, Civil War und Bloodbound auftraten. Das Festival ist ein Ableger des Sabaton Open Air in Falun und ist gleichzeitig auch ein Konkurrenzevent zum Rock Hard Festival, welches ebenfalls im Amphitheater stattfindet.
Der Name des Festivals leitet sich von dem ‚Brauch‘ ab, dass das deutschsprachige Publikum zwischen den Liedern nicht etwa „Sabaton, Sabaton“ ruft, sondern Sänger Brodén mit dem Satz „Noch ein Bier, noch ein Bier“ dazu auffordert, ein Bier zu trinken. Bei manchen Konzerten wird sogar die Textzeile „Gott mit uns“ im gleichnamigen Song mit dem Ruf ausgetauscht. Die Band hat darum für Konzerte in deutschsprachigen Ländern T-Shirts mit „Noch ein Bier“ bedrucken lassen.

## Verbindungen zu anderen Musikern

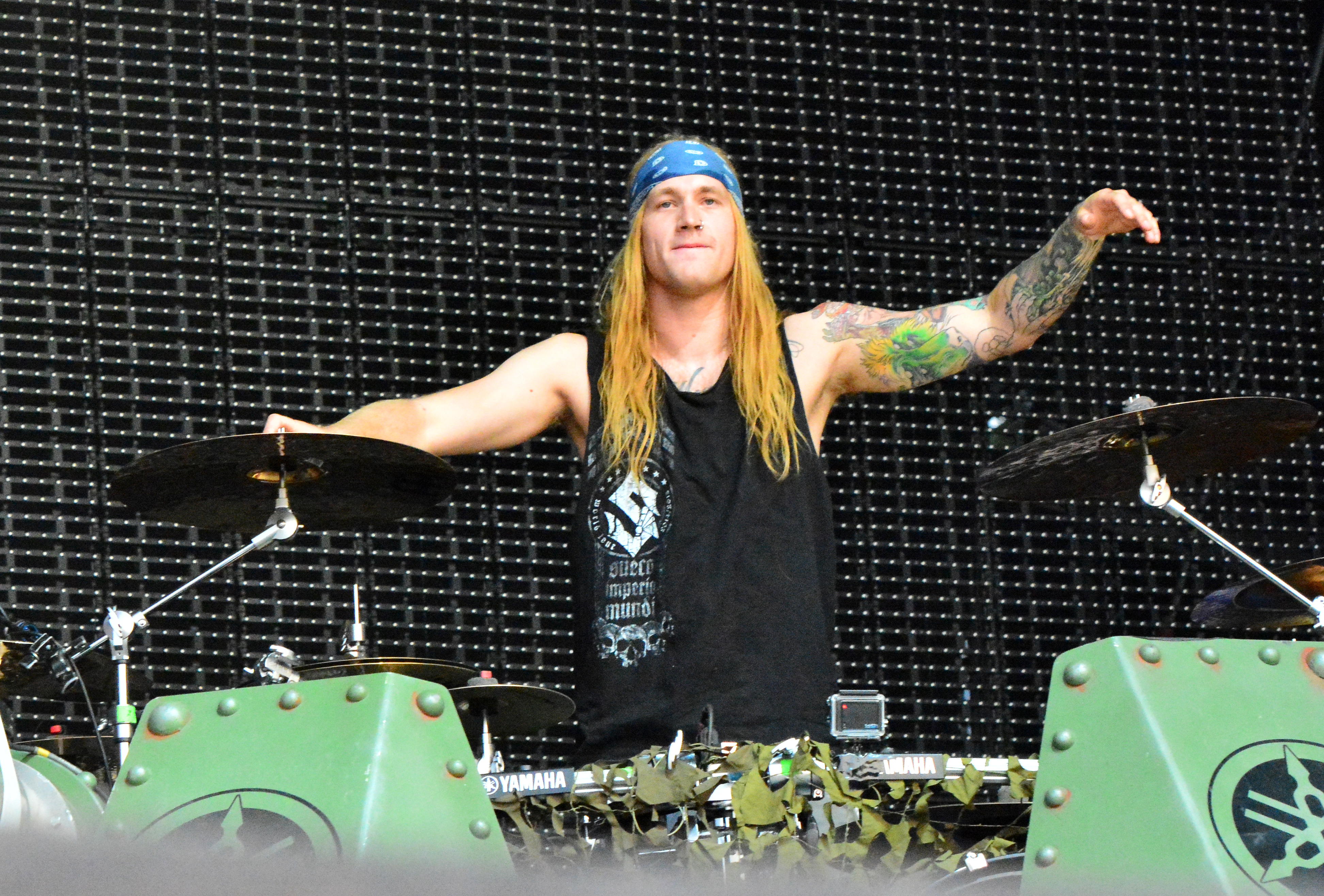
Schlagzeuger Hannes van Dahl (2015)

Wie bereits oben erwähnt, besteht eine intensive Verbindung zu Peter Tägtgren, der bereits seit den Anfängen Sabatons, zusammen mit seinem Bruder, in die Aufnahmen eingebunden ist und seit Carolus Rex die Band produziert. Der zweimalige Gastsänger Tägtgren ließ im Gegenzug Joakim Brodén mit ihm im Duett das Stück Call Me vom Pain-Album Coming Home singen.
Ebenfalls besteht eine enge Verbindung zur Band Raubtier und ihrem Sänger Pär Hulkoff. Raubtier spielte im Dezember 2010 im Vorprogramm der „World War Tour“ von Sabaton, die durch mehrere skandinavische Länder führte. Weil die beiden Sabaton-Gitarristen die Band 2012 verlassen wollten, rief Pär Sundström Hulkoff an, mit der Intention, ihn als Gitarristen für Sabaton zu gewinnen, doch Hulkoff lehnte aufgrund seiner Arbeit mit Raubtier ab. Wenig später rief Hulkoff zurück, um ihm Thorbjörn Englund, der zuvor Bassist bei Raubtier gewesen war, zu empfehlen und dessen Nummer zu geben. 2014 wurde das Raubtier-Lied En hjältes väg von Sabaton als Bonustitel für das Album Heroes aufgenommen. Zudem spielte der Raubtier-Bassist Jonas Kjellgren Dudelsack auf dem Sabaton-Album The Last Stand.
Die israelische Band Desert veröffentlichte 2010 das Duett Lament For Soldier’s Glory mit Brodén auf ihrem Album Star of Delusive Hopes. Auf der Veröffentlichungsfeier des Albums führte Desert das Stück sowie Panzerkampf und Primo Victoria gemeinsam mit Brodén auf.

## Trivia

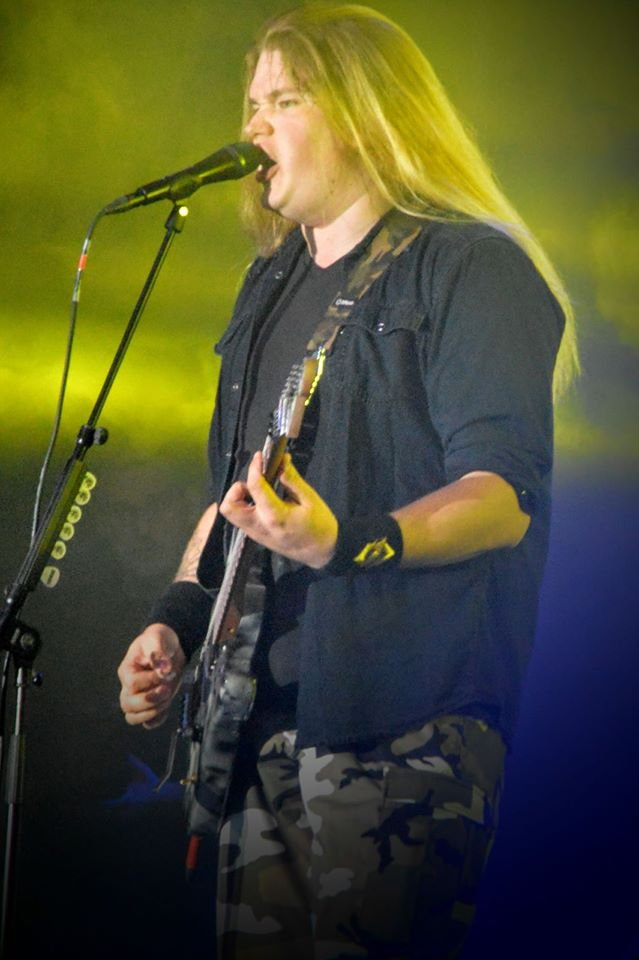
Tommy Johansson, von 2016 bis 2024 Gitarrist von Sabaton

Sabaton wurde mit einer Ehrenmitgliedschaft bei den „Scions Of The 17th Division“ ausgezeichnet, einem Zusammenschluss aus Veteranen der Luftlandedivision, welche in der Ardennenschlacht und in der Operation Varsity gegen Deutschland gekämpft haben.
Am 21. September 2015 wurde bekannt, dass Sänger Joakim Brodén eine Wette gegen die übrigen Bandmitglieder verloren hatte und deshalb eine Strecke von 550 Kilometern zum Trondheim Metal Fest, welches am 1. bis 3. Oktober 2015 stattfand, zu Fuß zurücklegen musste. Dabei wurde er von Fans unterstützt, die ihm auf dem Weg Übernachtungsmöglichkeiten, Nahrung und Bier zur Verfügung stellten.
Für das Computerspiel Europa Universalis IV des schwedischen Studios Paradox Interactive ist am 1. Dezember 2015 eine Erweiterung erschienen, die dem Spiel fünf Lieder von Sabaton hinzufügt: A Lifetime of War, The Art of War, The Lion From the North, Carolus Rex und Karolinens Bön. Auch das Spiel Hearts of Iron IV des Studios, welches sich mit dem Zweiten Weltkrieg befasst, verfügt über Erweiterungen, die Lieder von Sabaton hinzufügen.
2017 entstand eine Zusammenarbeit mit dem Videospiele-Entwickler Wargaming.net, in der ein Musikvideo zu dem Lied Primo Victoria entstand und ein gleichnamiger Panzer im „Sabaton-Look“ in das Spiel World of Tanks eingefügt wurde. 2022 entstand erneut eine Zusammenarbeit mit Wargaming.net, in der ein Musikvideo zum Lied Steel Commanders und ein Panzerskin mit der Band als Besatzung in das Spiel World of Tanks hinzugefügt wurden.
Auf den drei Alben The War to End All Wars, Heroes und Fist for Fight ist der Name des Albums nicht gleichzeitig Name eines darauf veröffentlichten Liedes.
Der Spielwarenhersteller Cobi brachte in Zusammenarbeit mit der Band ein Sabaton-Klemmbausteinset auf den Markt, in dem ein Panzer und die Bandmitglieder als kleine Figuren enthalten sind.

## Auszeichnungen

### Verkäufe
Gold
- 2011 für Coat of Arms
- 2012 für World War Live – Battle of the Baltic Sea
- 2013 für Carolus Rex

Platin
- 2013 für Carolus Rex

### Auszeichnungen
Metal Hammer Golden Gods Awards
- 2011 in der Kategorie „Durchbruch“

Bandit Rock Awards
- 2012 in den Kategorien „Beste schwedische Band“ und „Beste Liveband“
- 2013 in den Kategorien „Bestes schwedisches Album“, „Beste Liveband“ und „Bester schwedischer Künstler/Gruppe“

Metal Hammer Awards
- 2012 in der Kategorie „Beste Liveband“

## Diskografie
Studioalben

| Jahr | Titel Musiklabel                      | Höchstplatzierung, Gesamtwochen, AuszeichnungChartplatzierungen (Jahr, Titel, Musiklabel, Platzierungen, Wochen, Auszeichnungen, Anmerkungen) | Höchstplatzierung, Gesamtwochen, AuszeichnungChartplatzierungen (Jahr, Titel, Musiklabel, Platzierungen, Wochen, Auszeichnungen, Anmerkungen) | Höchstplatzierung, Gesamtwochen, AuszeichnungChartplatzierungen (Jahr, Titel, Musiklabel, Platzierungen, Wochen, Auszeichnungen, Anmerkungen) | Höchstplatzierung, Gesamtwochen, AuszeichnungChartplatzierungen (Jahr, Titel, Musiklabel, Platzierungen, Wochen, Auszeichnungen, Anmerkungen) | Höchstplatzierung, Gesamtwochen, AuszeichnungChartplatzierungen (Jahr, Titel, Musiklabel, Platzierungen, Wochen, Auszeichnungen, Anmerkungen) | Höchstplatzierung, Gesamtwochen, AuszeichnungChartplatzierungen (Jahr, Titel, Musiklabel, Platzierungen, Wochen, Auszeichnungen, Anmerkungen) | Anmerkungen                                               |
| Jahr | Titel Musiklabel                      | SE | DE | AT | CH | UK | US | Anmerkungen                                               |
| ---- | ------------------------------------- | --- | --- | --- | --- | --- | --- | --------------------------------------------------------- |
| 2005 | Primo Victoria Black Lodge Records    | SE43 (3 Wo.)SE | — | — | — | — | — | Erstveröffentlichung: 4. März 2005                        |
| 2006 | Attero Dominatus Black Lodge Records  | SE16 (7 Wo.)SE | — | — | — | — | — | Erstveröffentlichung: 26. Juli 2006                       |
| 2007 | Metalizer Black Lodge Records         | SE21 (1 Wo.)SE | — | — | — | — | — | Erstveröffentlichung: 22. März 2007                       |
| 2008 | The Art of War Black Lodge Records    | SE5 (12 Wo.)SE | — | — | — | — | — | Erstveröffentlichung: 30. Mai 2008                        |
| 2010 | Coat of Arms Nuclear Blast            | SE2 (13 Wo.)SE | DE19 (2 Wo.)DE | AT71 (1 Wo.)AT | CH33 (1 Wo.)CH | — | — | Erstveröffentlichung: 21. Mai 2010                        |
| 2012 | Carolus Rex Nuclear Blast             | SE2 ×4Vierfachplatin · (101 Wo.)SE | DE7 (6 Wo.)DE | AT23 (1 Wo.)AT | CH19 (2 Wo.)CH | — | — | Erstveröffentlichung: 1. Juni 2012 Verkäufe: + 160.000    |
| 2014 | Heroes Nuclear Blast                  | SE1 Platin · (62 Wo.)SE | DE3 Gold · (12 Wo.)DE | AT11 (2 Wo.)AT | CH7 (4 Wo.)CH | UK59 (1 Wo.)UK | US99 (1 Wo.)US | Erstveröffentlichung: 16. Mai 2014 Verkäufe: + 140.000    |
| 2016 | The Last Stand Nuclear Blast          | SE1 Gold · (31 Wo.)SE | DE2 Gold · (9 Wo.)DE | AT2 (5 Wo.)AT | CH1 (9 Wo.)CH | UK17 (1 Wo.)UK | US63 (1 Wo.)US | Erstveröffentlichung: 19. August 2016 Verkäufe: + 120.000 |
| 2019 | The Great War Nuclear Blast           | SE1 (16 Wo.)SE | DE1 (12 Wo.)DE | AT3 (7 Wo.)AT | CH1 (11 Wo.)CH | UK11 (1 Wo.)UK | US42 (1 Wo.)US | Erstveröffentlichung: 19. Juli 2019                       |
| 2022 | The War to End All Wars Nuclear Blast | SE1 Gold · (12 Wo.)SE | DE1 (12 Wo.)DE | AT1 (6 Wo.)AT | CH4 (9 Wo.)CH | UK16 (1 Wo.)UK | US87 (1 Wo.)US | Erstveröffentlichung: 4. März 2022 Verkäufe: + 15.000     |